# Ginko (Bordeaux)
Pour les articles homonymes, voir Ginko.
Ginko est un écoquartier de Bordeaux (Gironde), s'étendant sur une surface de 32 hectares pour 2 992 logements et 10 000 habitants à terme. Il fait partie du palmarès du concours ÉcoQuartier sur la thématique « Sobriété énergétique et énergie renouvelable ». En août 2023, le site du Ministère de la Transition Écologique labellisait Ginko comme « ÉcoQuartier étape 3 » — écoquartier livré — sur le total de 4 étapes de maturité.
Administrativement, le secteur Ginko fait partie du vaste quartier Bordeaux Maritime. Il est situé dans le Nord de Bordeaux, proche de Bordeaux Lac.

## Historique
La consultation d'aménagement des berges du Lac est lancée en 2005.
Le quartier est conçu par les urbanistes Christian Devillers, Olivier Brochet et les paysagistes concepteurs de Signes Paysages.
En 2006, après un concours, la construction est concédée à Bouygues Immobilier. L'ouvrage est dirigé par la mairie de Bordeaux. Le projet a pour but de « créer du lien social », en faisant participer les habitants des quartiers alentour à la construction et aux concertations. Ginko se construit en quatre étapes majeures.

### Phase I: 2010-2012
Les travaux débutent en 2010. En 2012, après deux ans de construction, Jules Vernes, première résidence, et le nouveau siège social d'Aquitanis, Office public de l'habitat de Bordeaux Métropolesont livrés.
Les premiers résidents arrivent en automne 2012.

### Phase II: 2012-2013
En juillet 2013, le parc Denis et Eugène Bühler est ouvert au public
Le quartier est inauguré le 23 décembre 2013 en présence du maire Alain Juppé. Au moment de l'inauguration, Ginko est une des plus importantes réalisations d'écoquartiers en France (selon Bouygues Immobilier).

### Phase III: 2013-2026
En février 2014, la ligne du tram C est prolongée jusqu'à Ginko avec la mise en service de l'arrêt Berges du Lac, puis Quarante Journaux et Parc des Expositions en 2015.

Le 18 décembre 2014, le label EcoQuartier est décerné à Ginko par Sylvia Pinel, ministre du Logement de l’Égalité des territoires et de la Ruralité. Ginko l'Écoquartier est né.

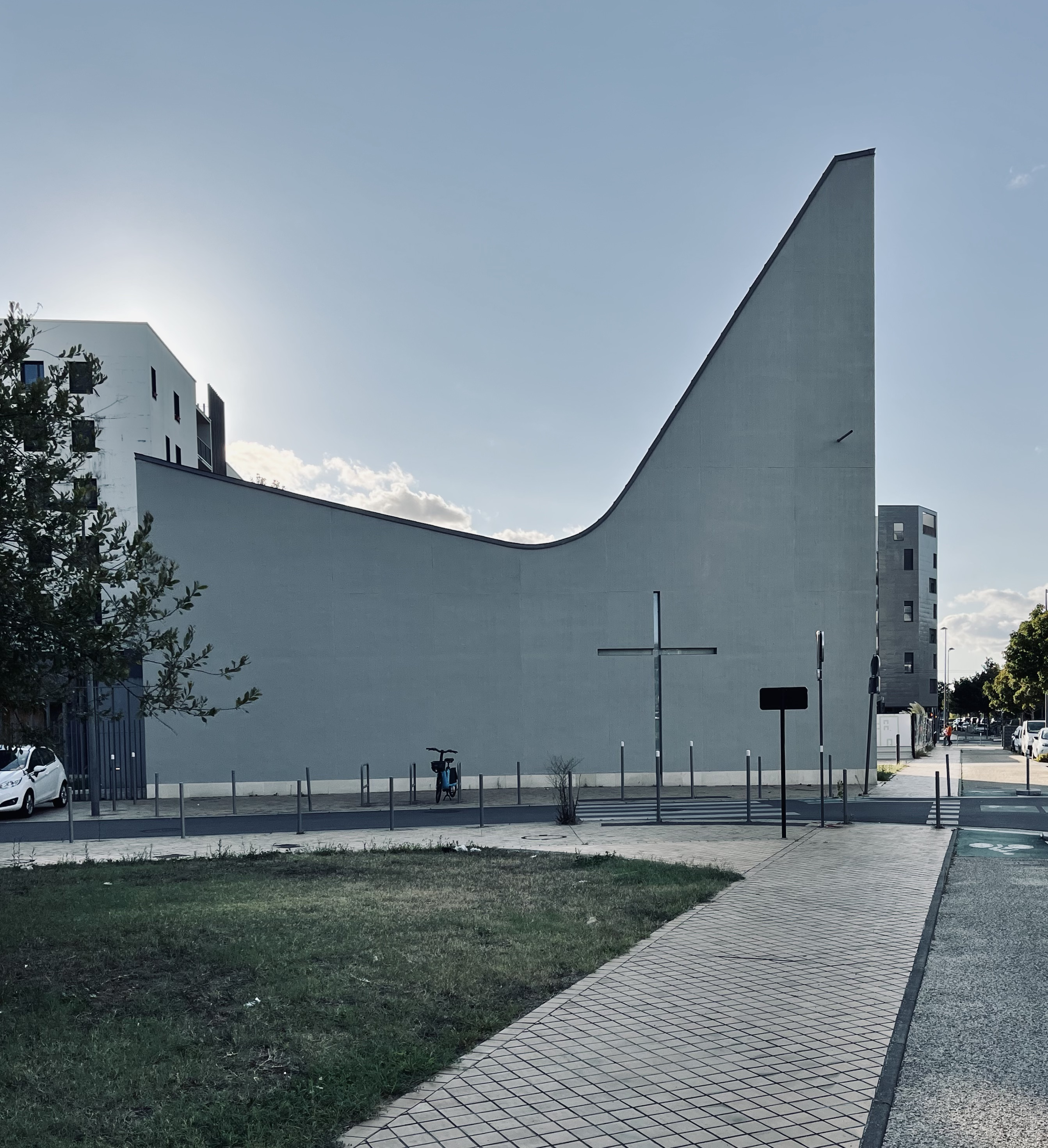
Façade sud-est de l'église Notre-Dame du Lac.

L'église Notre-Dame-du-Lac, première église construite à Bordeaux depuis 40 ans, est consacrée le 4 février 2018 par l’archevêque de Bordeaux, Jean-Pierre Ricard. Son clocher sonne toutes les heures, entre 8h et 20h, depuis 2023
En mai 2018, la ministre des Sports Laura Flessel inaugure le gymnase Aubiers-Ginko.

### Cœur Ginko (2016-2019)
Prévu dès le début du quartier, le Cœur Ginko est initialement une zone purement commerciale. La tache de recruter les premières enseignes du Cœur Ginko est confiée à Immochan – branche immobilière d’Auchan dont  le centre commercial  Bordeaux-Lac se trouve à proximité immédiate du nouveau quartier. Fin 2012, lorsque aucune grande enseigne ne souhaite s’y installer –  “l’agglo [bordelaise] frôle l'overdose en matière d'urbanisme commercial” –  Bouygues décide de reprendre et revoir le dossier. Des logements sont ajoutés dans ce qui est au départ un centre commercial, une baisse des loyers commerciaux est envisagée. Le chantier est lancé en 2016.
En 2019, avec 7 ans de retard par rapport au planning initial, les premiers commerces ouvrent leurs portes.
En octobre 2021, retardé par le virus de la Covid-19, le premier marché ouvert voit le jour sur le parvis du Cœur-Ginko.

### Évolution du projet
Au cours de sa construction, le quartier voit défiler trois maires de Bordeaux : Alain Juppé, Nicolas Florian et Pierre Hurmic. Les deux derniers îlots de Ginko seront bâtiments témoins du nouveau label  Bâtiment Frugal Bordelais  créée par la Mairie écologiste de Bordeaux.
Au moment du lancement, Ginko est projeté pour accueillir 6 000 habitants dans 2 200 logements. En 2023, les chiffres s'élèvent à  2 992 logements et 10 000 habitants.
En septembre 2024, il reste trois programmes en construction dont deux immeubles de logements  –  Loji (immeuble de lofts configurables) et 30e Avenue – et une résidence étudiante

## Situation et accès

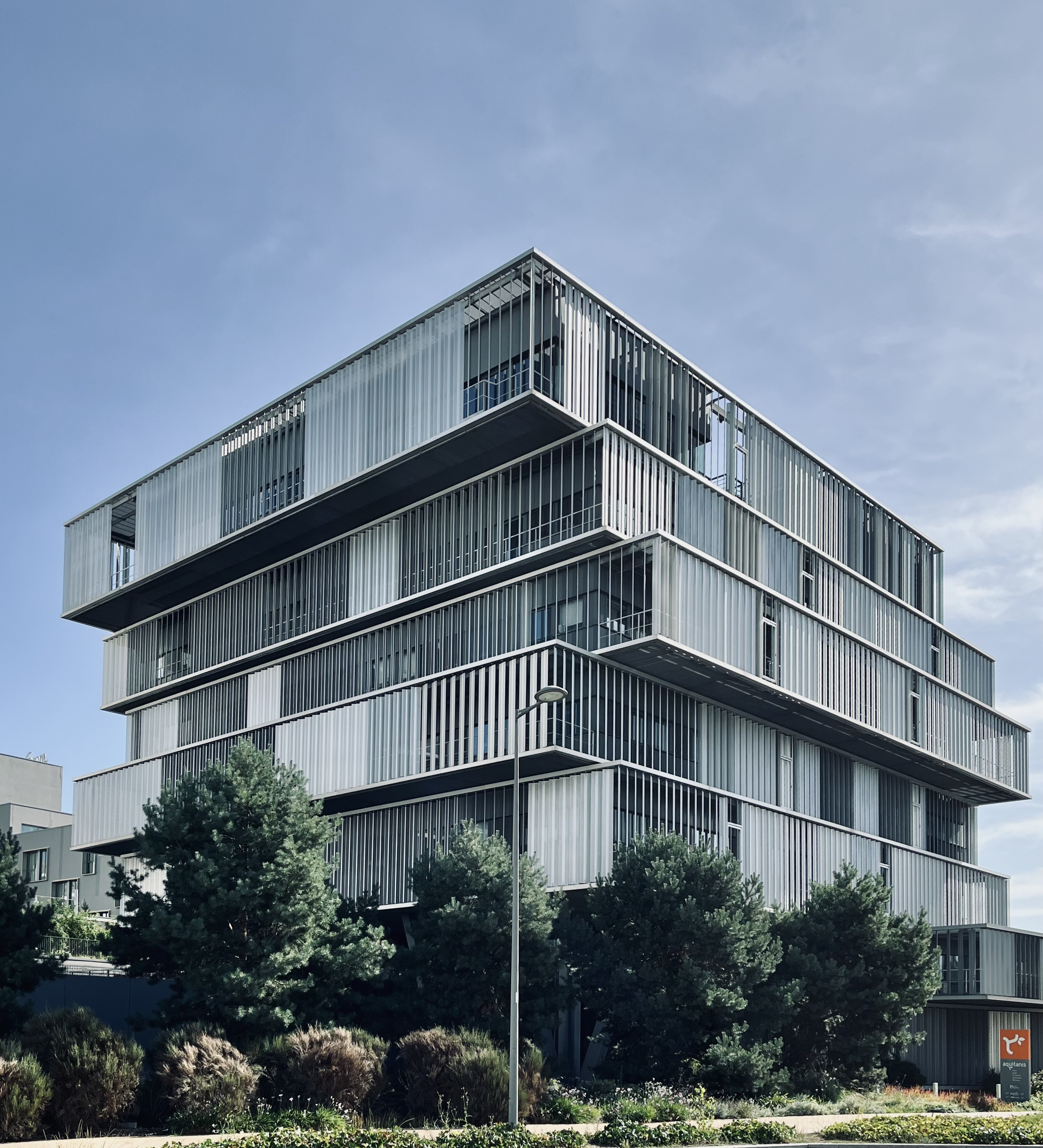
Siège du bailleur social Aquitanis à l'entrée sud-est du quartier.

Le quartier est situé au nord de la ville entre Bruges et la Garonne. 
À la suite de l’inscription d’une partie de Bordeaux sur la liste du patrimoine mondial de l'Unesco, Ginko est situé dans la  “zone d'attention patrimoniale” – zone tampon instaurée autour du périmètre inscrit.
Le quartier est traversé par la ligne C du tramway de Bordeaux avec les stations Berges du Lac dans le centre du quartier et 40 Journaux au nord. Le tram relie le quartier à gare Saint-Jean en 35 minutes et le centre-ville (station Quinconces) en 20 minutes.
Deux lianes — LIgnes de bus À Niveau Élevé de Service — longent le quartier : la liane 15 à l'ouest et au nord, et la liane 7 à l'est.
Par autoroute, le quartier est accessible depuis la rocade intérieure (sorties 4a et 4c) et la rocade extérieure (sortie 4).
L'itinéraire 3 du réseau vélo expresse de Bordeaux – REVE –  passe à l'extrémité sud du quartier et permet d'atteindre Bordeaux intra-boulevards (place Ravezies) en moins de 5 minutes à vélo.

## Espaces verts

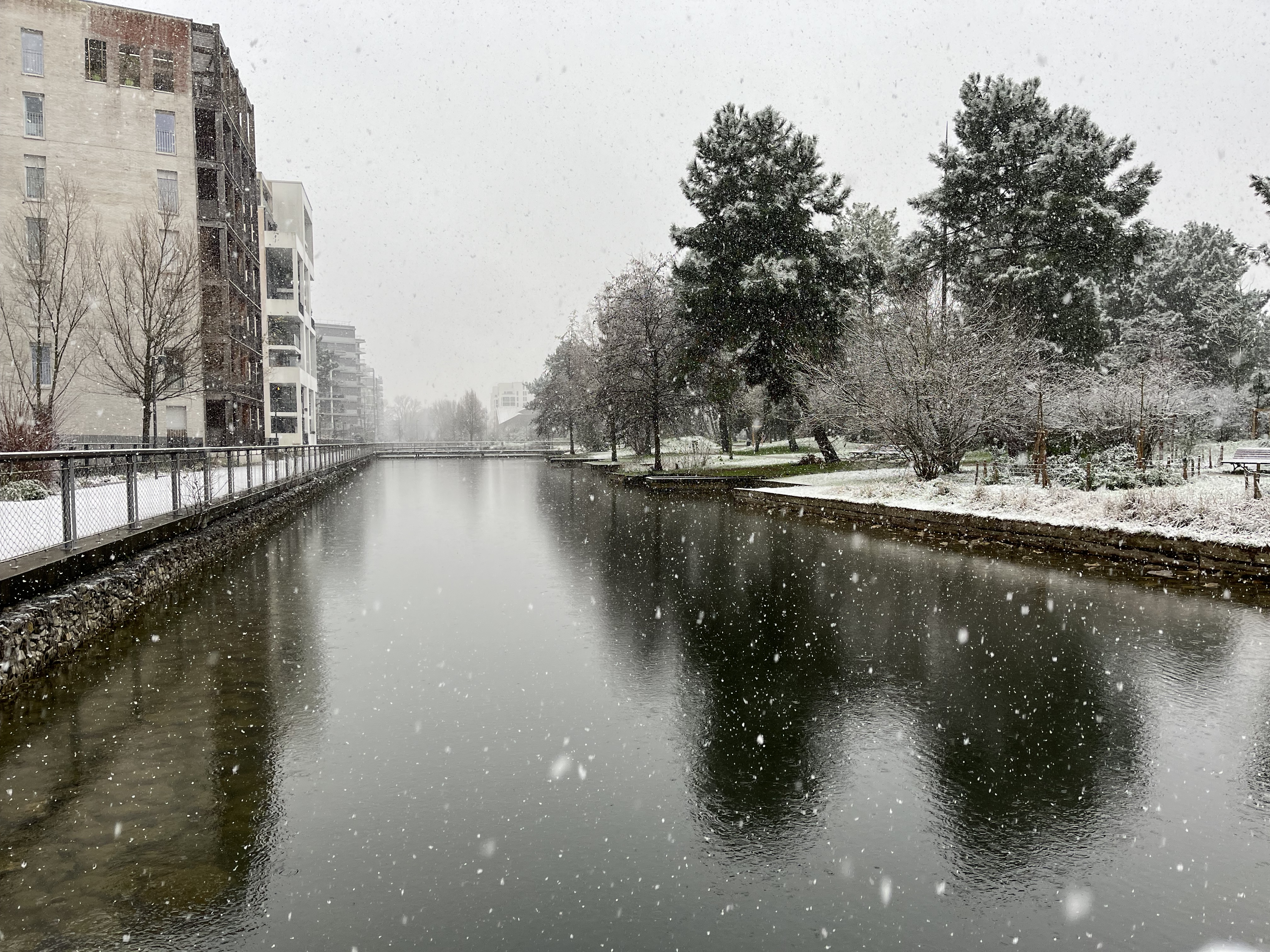
Canal du Parc Bühler en janvier 2023.

Le quartier est bordé à l'ouest par les berges du Lac de Bordeaux.
Le Parc Denis et Eugène Bühler composé de sous-bois de pins, prairies ouvertes, pièces d'eau, d'espaces ludiques sur une  surface de 4 ha est ouvert en juillet 2013. Conçu notamment par Signes Paysages, il s'agit d'un parc non clôturé et accessible 24/24 qui devrait servir de trait d'union entre les habitants des deux quartiers limitrophes – le jeune écoquartier Ginko et la cité des Aubiers. Une partie de la végétation du parc a été plantée par les élèves des écoles primaires des deux quartiers : Lac II, Jean Monnet et  Vaclav Havel. Durant les premières 7 années après son ouverture, le parc perd 20 % de ces grands arbres. Une densification est décidée en 2020. En avril 2021, 4527 jeunes plants forestiers sont plantés sur 1 000 m2 au sud du parc. Il s'agit de la deuxième micro-forêt urbaine (d'après la méthode Miyawaki) plantée à Bordeaux par la municipalité écologiste. En décembre 2022 une nouvelle plantation de 72 arbres  (variétés de chênes, pin maritime, pin sylvestre, pin d’Alep) a lieu dans l'ensemble du parc.
La promenade de la place Jean Cayrol de 188 mètres linéaires (650 m2 de superficie)  dispose de 7 noues sèches entièrement végétalisées. Conçues pour retenir l’eau de ruissellement lors de fortes pluies, les noues sont initialement arborées de saules pleureurs et aulnes glutineux dont une partie ont dépérissent lors des canicules. En 2023, dans le cadre du programme municipale Bordeaux Grandeur Nature, 16 grands arbres et 125 arbustes de différents espèces locales y sont replantés.
Toutes les résidences du quartier – les îlots – sont équipées de larges espaces verts privatifs – jardins – gérées par les copropriétés respectives.
Trois canaux répartis sur 1,5 ha traversent le quartier de l'est à l'ouest : le canal Nord le long de la rue Hollandais, le canal Cayrol de la place Jean Cayrol et le canal du Parc (Bühler), le plus long des trois.
Une venelle verte perce le quartier du sud au nord jusqu'à l'avenue des 40 Journaux créant ainsi une continuité verte entre le parc Bühler, les jardins intérieurs du quartier et les 3 canaux. Contrairement au parc Bühler, la venelle est un espace privé à accès libre qui ferme à 20h. Elle est gérée par l'AFUL, l'Association Foncière Urbaine Libre de Ginko.
Le niveau N-1 du parking du centre commerçant Cœur Ginko est équipé de 6 grandes jardinières avec un puis de lumière ouvert au-dessus. Chaque jardinière contient 1 à 2 grands arbres ginkgo biloba dont les cimes « percent » le parking et apparaissent sur le parvis.

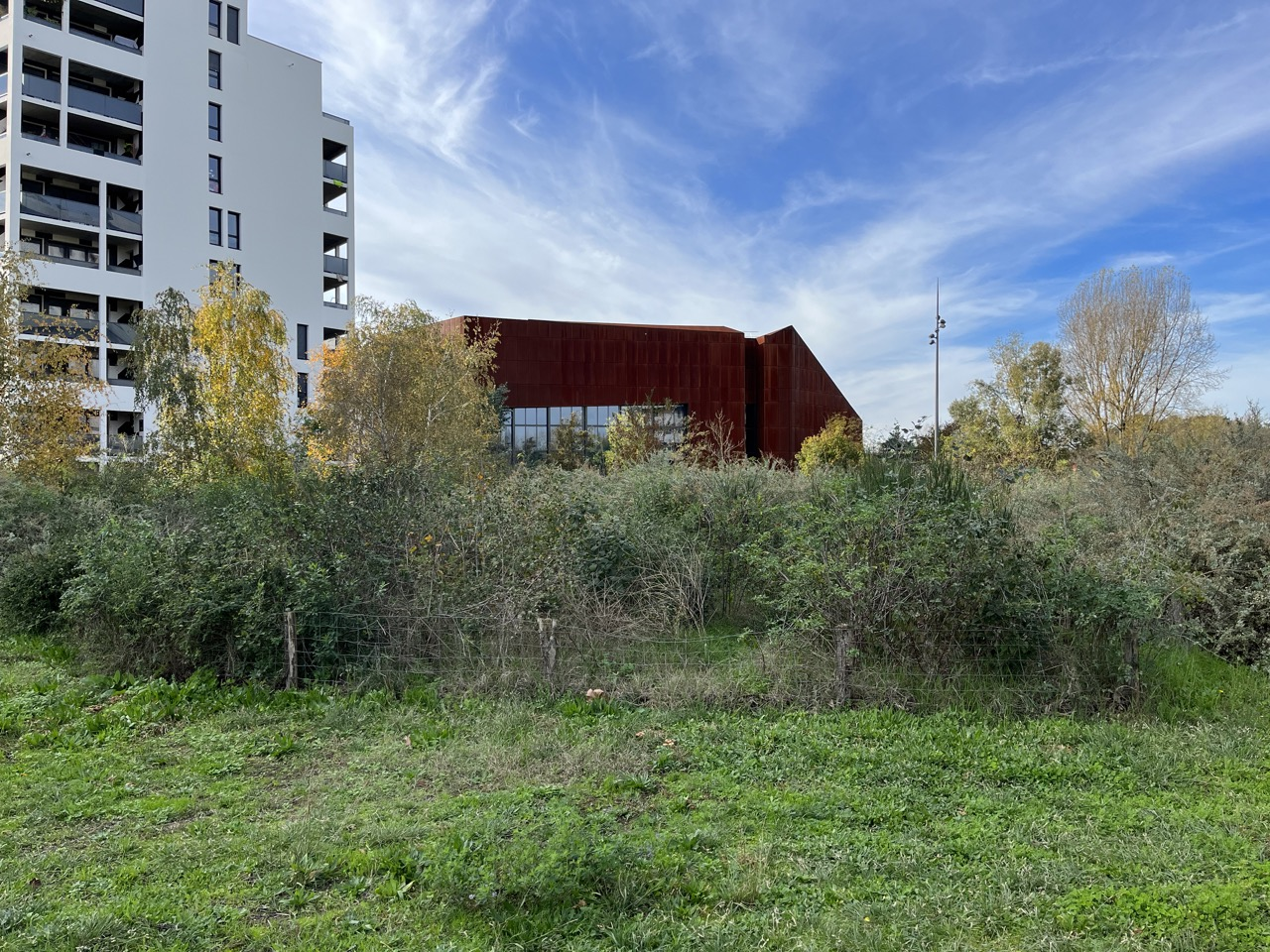
Fichier:Micro-foret-bordeaux-ginko.jpgLa micro forêt du parc Bühler en novembre 2023, 2 ans après la plantation
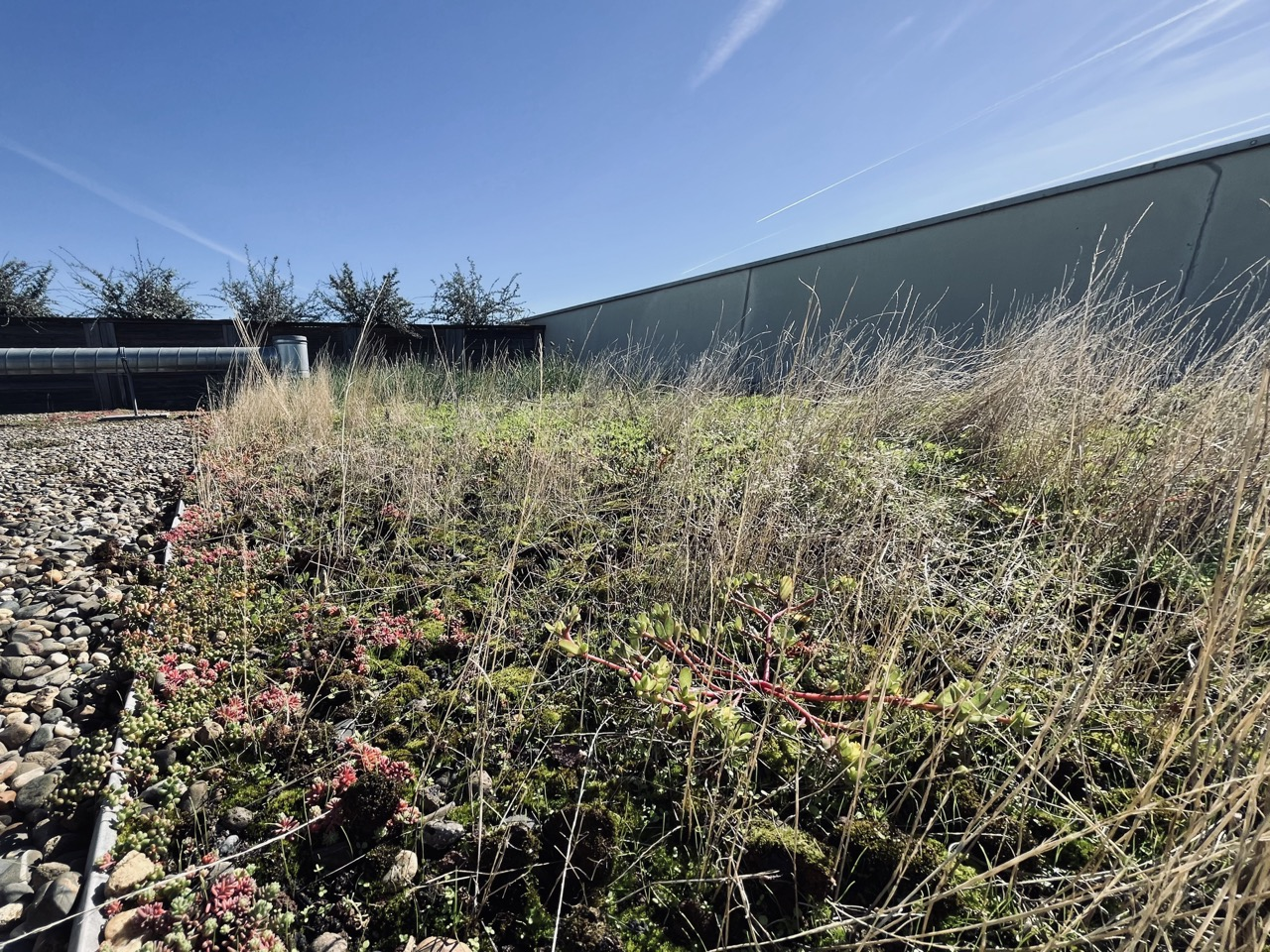
Fichier:Toiture_vegetalisee-extensive.jpgToiture végétale extensive (sans arrosage) au mois d'octobre
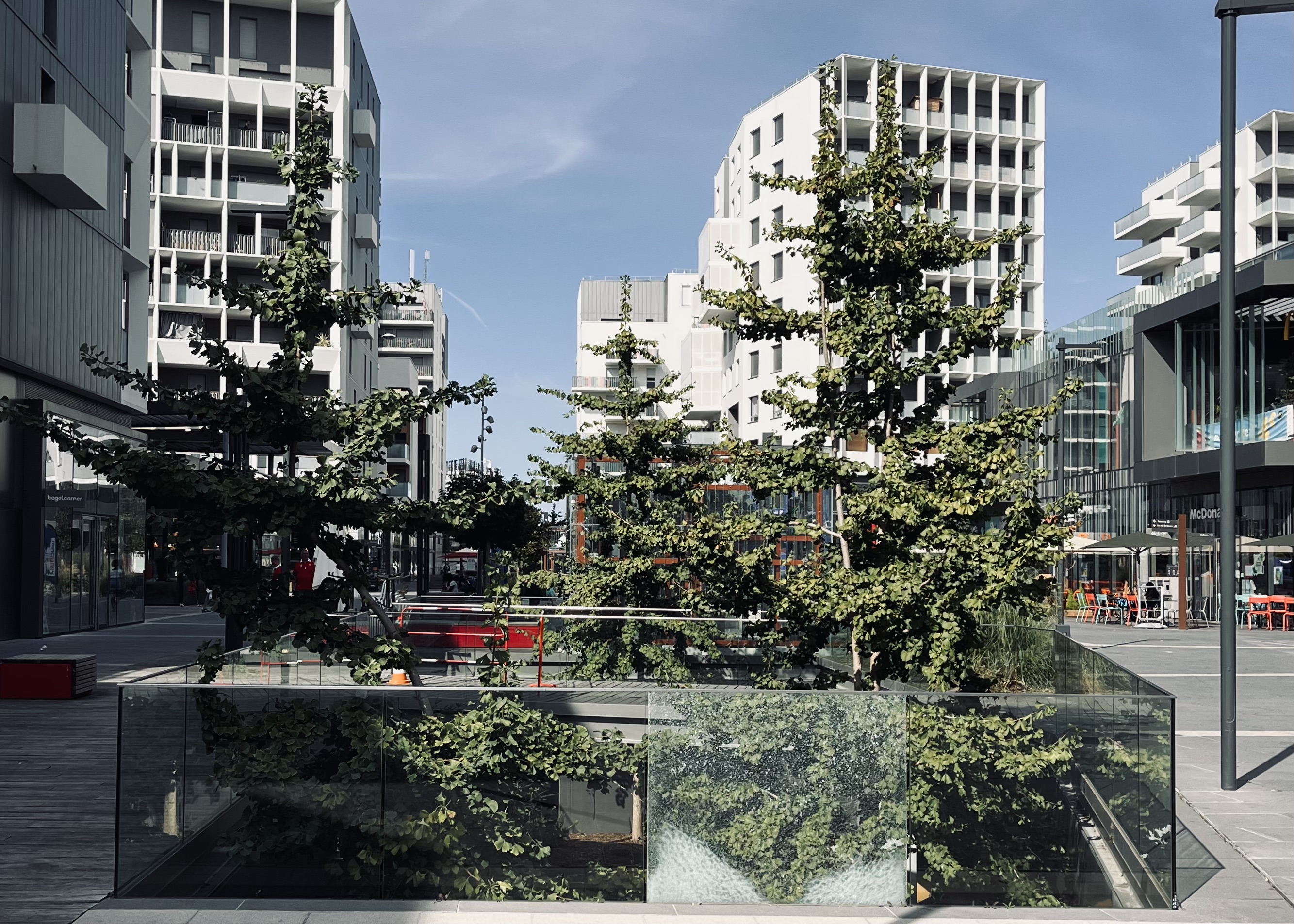
Fichier:Ginko_Biloba_From_parking_Coeur_Ginko.jpg3 Ginkgo biloba aperçus depuis le parvis Cœur Ginko.
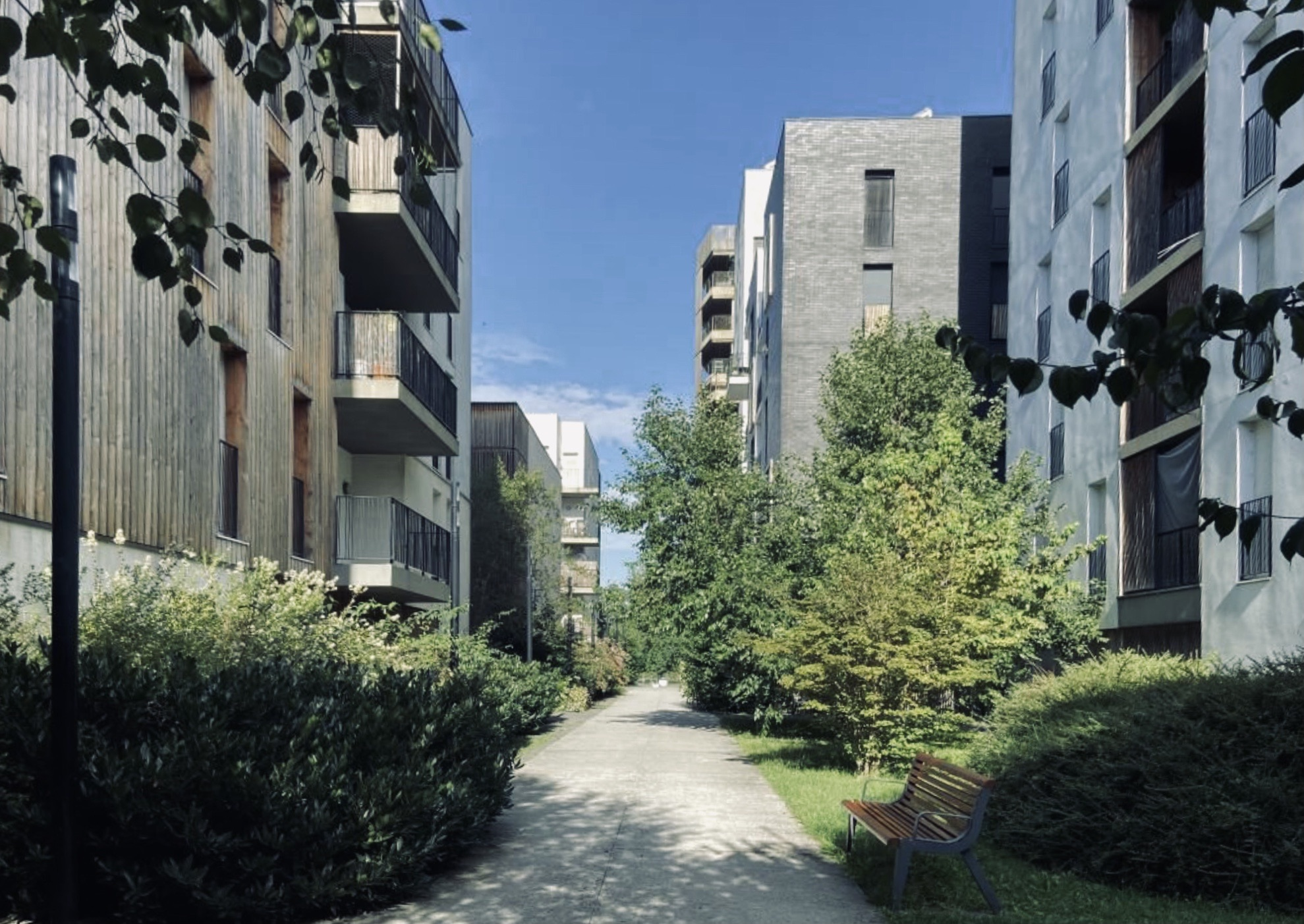
Fichier:Jardin_de_la_résidence_Jules_Verne.jpgEspace vert à l'intérieur de l'îlot Jules Verne
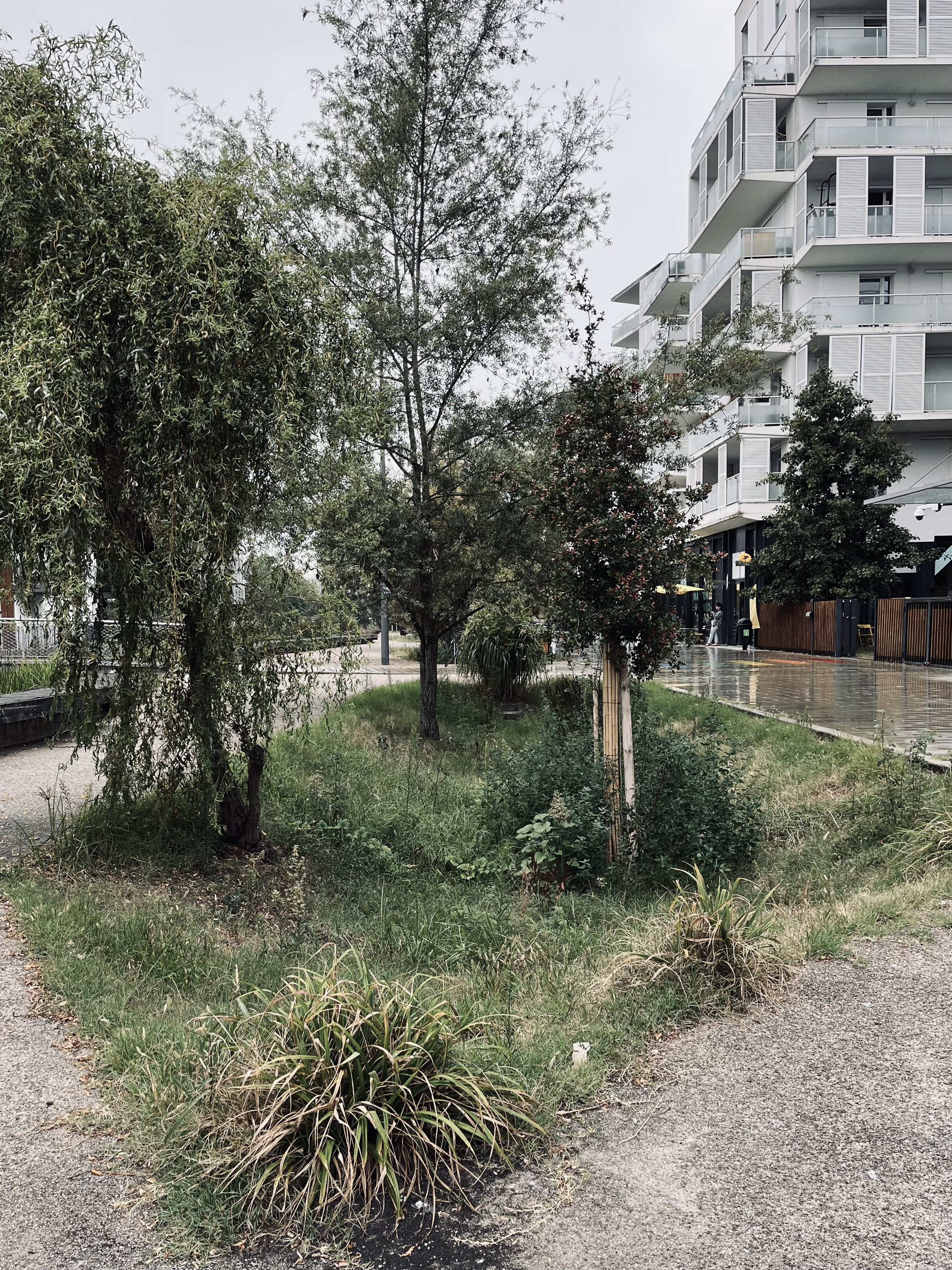
Fichier:Nouees-de-la-place-cayrol-ginko-bordeaux.jpgNoue arborée de la place Jean Cayrol en août 2023

## Réseau de chaleur
La chaufferie à biomasse implantée à l'est du quartier et inaugurée le 30/11/2012  produit, au départ, une énergie 100% "locale" ( la filière d’approvisionnement se situant à 80 km de Bordeaux ) et "renouvelable". Depuis l'élargissement du quartier, sa part locale et renouvelable est passée à 70-80% – déchets des exploitations forestières, l'huile (des résidus de fabricants) et le biogaz. Le reste du besoin est complété par le gaz naturel.
Le réseau de tuyaux souterrains achemine l'eau chaude vers les sous-stations au pied des immeubles (une sous-station par résidence) qui la distribuent ensuite vers les logements.
Tous les logements du quartier bénéficient ainsi de l'eau chaude et du chauffage collectif à coût modéré. D'après l'enquête réalisée pour les 10 ans de Ginko, 84% des répondants étaient satisfaits du chauffage / eau chaude dans leur logement et 73% ont trouvé correctes ou pas chères leurs charges liées au chauffage et à l'eau chaude.

### Problèmes et critiques
Au cours de livraisons et de connexions au réseau de nouveaux immeubles, la distribution de l'eau chaude rencontre localement des perturbations.
Les sous-stations de certaines résidences étant sous-dimensionnées lors de leur construction, le manque de débit ou un effet de l' "[eau chaude pendant] dix secondes, après ça devient tiède vingt-trente secondes, puis c’est froid" se produit notamment pendant les piques de consommation.
Le gaspillage d’eau lié au temps d’écoulement nécessaire pour avoir de l’eau chaude est considéré par les habitants comme « aberration pour un quartier écologique ».
En 2022, certains habitants se sont plaints d'être privés d’eau chaude pendant 60 jours.

## Gestion des déchets

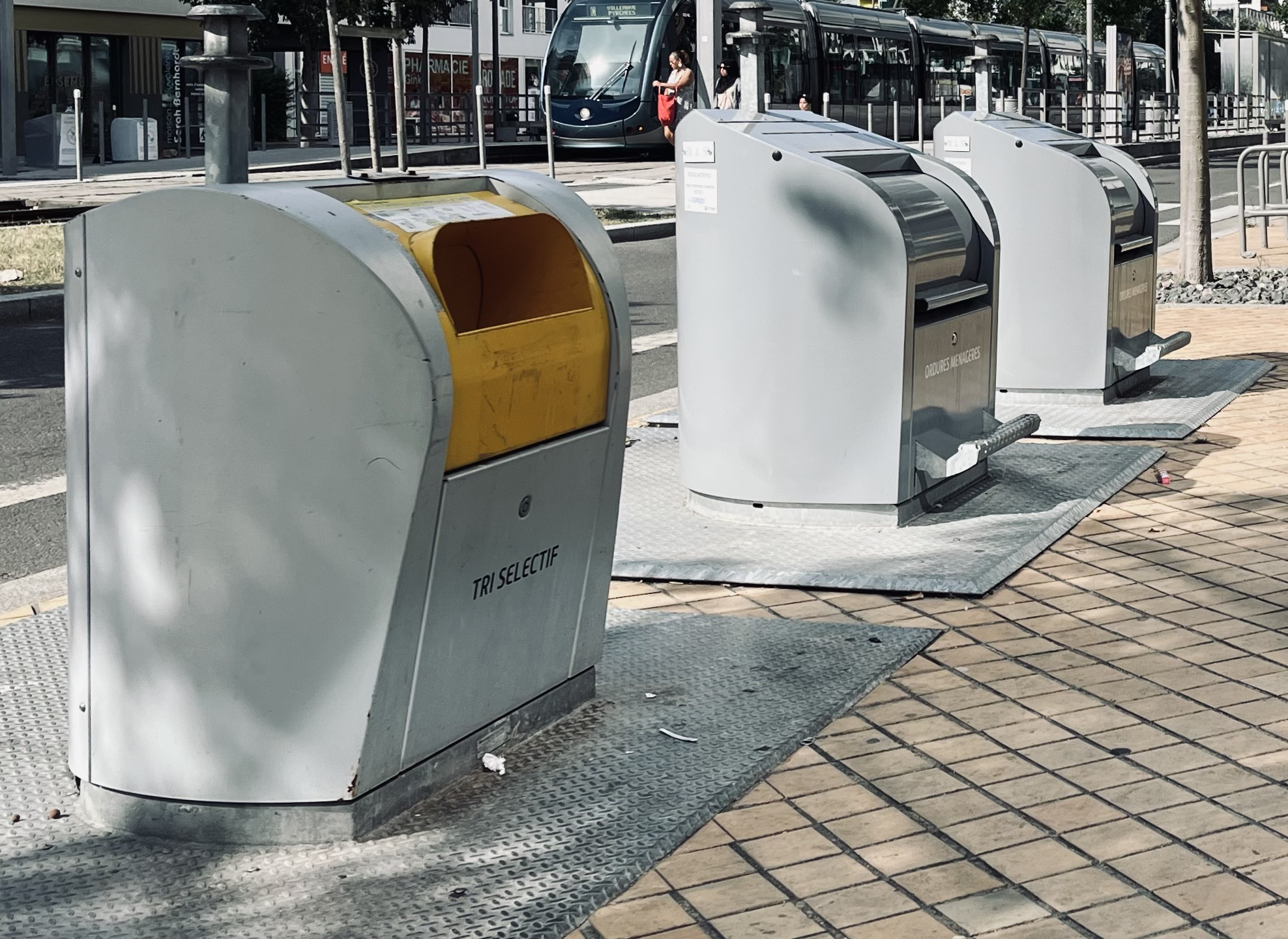
Émergence des bacs de poubelle enterrés sur le cours de Québec.

Contrairement au reste de la ville à l'époque de la construction du quartier, les résidences et propriétaires de Ginko ne gèrent pas leurs poubelles ni les alentours des bacs. Les propositions architecturales et urbaines à Ginko ne donnant pas la possibilité d’avoir les points de collecte en cœur d’îlot, l'écoquartier expérimente une gestion des déchets dans l'espace public où est reporté le système de bornes enterrées. Les ordures sont déposées dans une centaine de bacs poubelles enterrés répartis dans tout le quartier – environ 2 bennes de recyclage  pour 3 bennes d’ordures ménagères.  Les bornes métalliques enterrées apportent également un élément de réponse en termes de sécurité en cas de violences urbaines : le contenu d’une poubelle incendiée peut être rapidement éteint sur le principe du confinement. Courant 2021, l’ensemble des bacs enterrés ont été équipés de capteurs faisant intervenir les services de ramassage en fonction de leur taux de remplissage. 10 bornes de collecte de verre complètent le système de tri des déchets. La gestion des points de collecte est assurée par Bordeaux Métropole qui en contrepartie demande aux syndics de copropriété d’utiliser leurs locaux encombrants pour objets volumineux.
Chaque résidence, à l'origine, est livrée avec un "local encombrant" – autre spécificité de l’écoquartier. Les habitants sont invités à y déposer des objets volumineux qui, en temps normal doivent être emmenés dans une déchèterie où déposés, pour collecte, sur le trottoir.  Cette démarche tente de  limiter le nombre de déplacements en voiture et libérer les voies piétons. Étant accessible à tous les résidents, il est possible d'y récupérer des cartons de déménagement ou objets en bon état. La gestion des locaux encombrants est assurée et financée par sa copropriété. Face à de nombreux cas d’incivilités – dépôt d’ordure ménagères, débordement – et au coût d’entretien, les copropriétés, une par une, ferment leur local encombrant ou le transforment en garage vélo. En 2022, il ne reste que 2 locaux encombrants en service.
La fermeture des locaux encombrants et l’expérimentation de la gestion des déchets  à l’extérieur des résidence ne sont pas sans conséquence pour l’écoquartier – faute de discipline, les points de collecte se retrouvent bouchés, sont régulièrement transformés en "déchetteries à ciel ouvert" et  “parfois disparaissent […] sous les déchets parasites”.
Les résidents du quartier jugent les bornes trop petites et leur nombre et la fréquence des collectes insuffisants. Une partie des bornes enterrées tombent en panne et restent longtemps hors service. La question de propreté resurgit systématiquement lors des conseils de proximité de Ginko et devient un « point de fixation » des habitants.

L'étude Vivre à Ginko, cite un élu/professionnel qui regrette un manque d'engagement écologique des habitants dans la question des déchets :   
… On a vendu un écoquartier neuf et formidable, donc les gens s’attendent à un quartier formidable, or les atouts du quartier sont principalement sur le plan des fonctionnalités. Cela explique en partie les problèmes sur les déchets. Un écoquartier, ça ne veut pas dire « les gens feront tout à votre place ». Les gens ont des devoirs et des services qui leur permettent de le faire. Vous êtes dans un écoquartier, cela engage aussi à produire moins de déchets.
Courant 2021, des bornes extérieures en bois sont installés dans les endroits le plus impactés du quartier (place Jean Cayrol, avenue André Reinson...). En 2023 Bordeaux Métropole remplace le « prestataire défaillant » pour la  fourniture et entretien des bornes de poubelle.
Malgré le label ÉcoQuartier, aucun équipement public de traitement et/ou recyclage les déchets organiques n'est installé au démarrage du quartier. Le premier composteur partagé n'est installé qu'en décembre 2023 par l'association des habitants. En 2024, la Métropole de Bordeaux, dans le cadre du programme Déchets Opération Réduction installe 5 bornes de collecte de biodéchets destiné à être transformés à biogaz.  En 2025, Ginko dispose de 4 lieux de compostage collectif (dont trois composteurs privés installés à l'intérieur des îlots) gérés par les habitants et de 7 bornes de collecte de la Métropole

## Mixité sociale
Dès la conception, Ginko est pensé mixte avec au départ 40 % de locatif social, intermédiaire et logements en accession sociale et 60% de logements en accession libre. Ce chiffre évolue pendant la construction pour atteindre, en 2023, 37% de logements sociaux, 19% de logements en accessions sociale et 44% de logements à prix libre.
Une partie non négligeable des logements libres sont achetés dans le cadre du dispositif Pinel ou Duflot et sont loués, pendant 6 à 12 ans, à un loyer encadré  et aux locataires dont le revenu ne dépasse pas un certain plafond. Selon Sud-Ouest, en 2013, 70% des acquéreurs ne vivraient pas dans le quartier.
Le quartier se veut aussi inter-générationnel car « propose 2 groupes scolaires, un collège, une crèche, une ludothèque, un pôle senior, un EHPAD, un gymnase et une résidence de tourisme ».
Le bureau de vote d'une partie des résidents de Ginko (au sud de l'avenue André Reinson) se trouve dans Les Aubiers que la municipalité explique par manque de locaux pendant la construction de Ginko mais également par la volonté de renforcer la mixité entre les habitants des 2 quartiers voisins.

### Conciergerie solidaire
Une conciergerie solidaire est mise en place dès l’arrivée des premiers habitants. En 2013, selon Bouygues, c’est un « service de proximité […] encore jamais expérimenté à ce jour [2012] en France à l’échelle d’un quartier ».  Ayant un conventionnement associatif et un objectif de « provoquer une émulsion propice à la création d’emplois » , la structure ne fait pas de marge sur les services qu’elle propose (services postaux, paniers de fruits et légumes, coutures etc ). Elle est financée à 15 % sur ses fonds propres, 15 % par la mairie, et  70 % par Bouygues Immobilier.
Jusqu'à mars 2024,  sous le nom Ginko & Co, elle est gérée par la société Have A Nice Day, une société de services de conciergerie au sein des immeubles tertiaires. La conciergerie ferme définitivement ses portes le 28 mars 2024, à la suite de l'impossibilité de trouver un "équilibre commercial" et faute de subventions. 

### Organisation des copropriétés

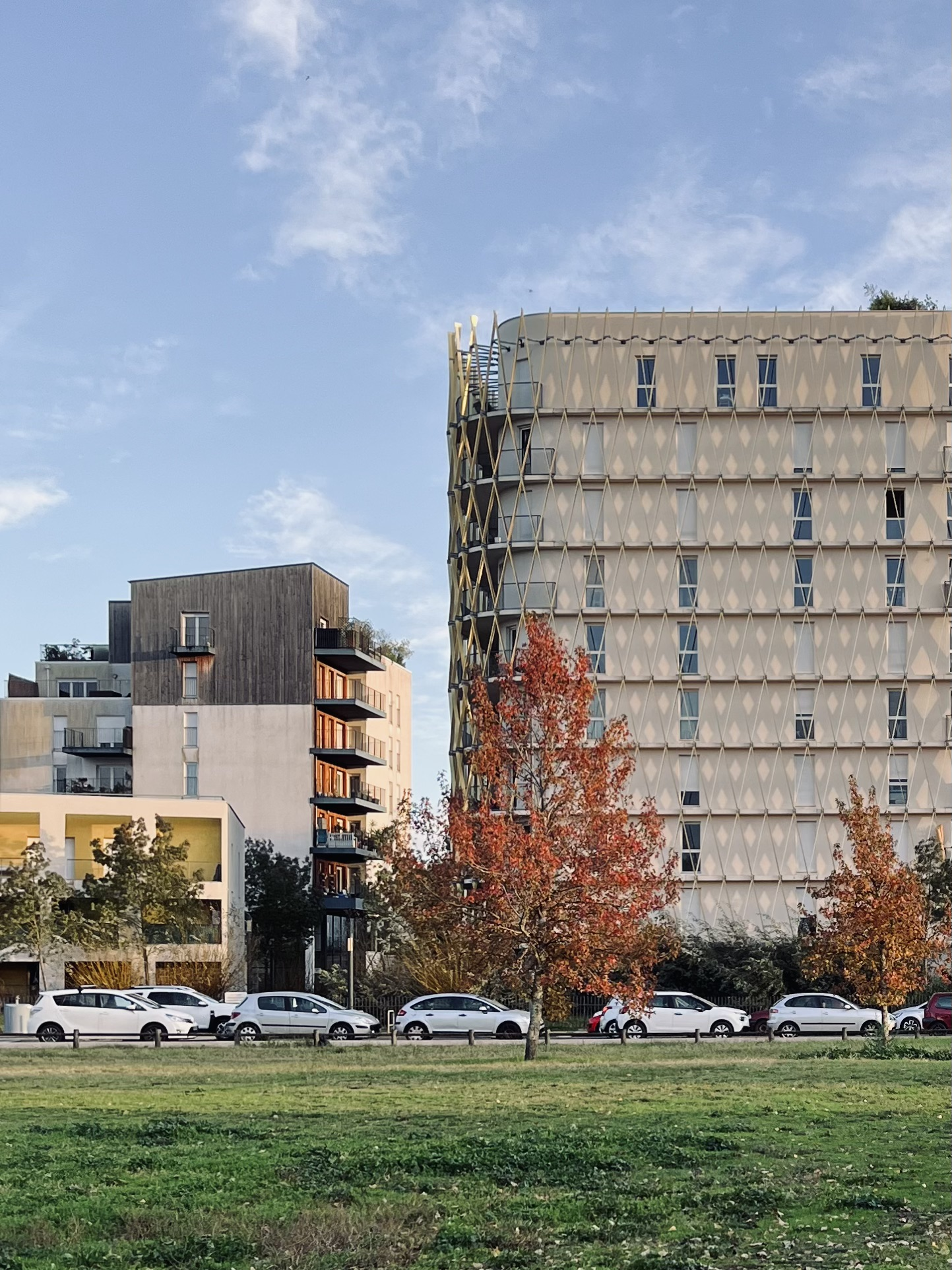
L'îlot mixte Orion/Canopée vu depuis le Lac : logements sociaux d'Aquitanis (Orion, au premier plan à gauche), immeubles de logements à prix libre de Canopée (au fond) et Orion (au premier plan à droite).

La mixité sociale s’applique également à l’organisation des copropriétés – résidences. Elles sont composées de plusieurs immeubles dont au moins un appartient à un des 3 bailleurs sociaux opérant dans Ginko – Aquitanis, CDC Habitat et Mésolia (Soïkos). Les copropriétés (souvent 2 ou 3) sont regroupées en îlots dont les accès sont sécurisés par des portillons d’entrée et des grilles. Bien que les frontières des copropriétés soient définies par le règlement de copropriété, elles sont dématérialisées au sein d'un îlot : les déplacements à l’extérieur des bâitiments et l’accès au jardins sont libres. Dans l'esprit de la majorité des locataires, la résidence, copropriété et îlot ne font qu'un. Il existe ainsi des logements sociaux à l’intérieur de chaque îlot dont les résidents se connaissent et se côtoient quotidiennement.
Les parties extérieures des copropriétés – espaces verts, éclairage, portillons d’accès etc – sont sous leur responsabilité exclusive. Une convention de servitudes réciproques définit les règles d’usage et la part des frais d’entretien qu'une copropriété re-facture aux copropriétés voisines.
Dans la composition d’une copropriété, un bailleur social a le statut d’un copropriétaire parmi d’autres. Sa part est toujours inférieure à 50% de l'ensemble des « tantièmes », il est obligatoirement membre du Conseil syndical. Au moment de sa livraison, aucune copropriété n’a un bailleur social pour son syndic.  
Bien que minoritaire, la part importante d’un bailleur social rend décisive sa position lors d’une assemblée générale : il peut, en théorie, bloquer ou faire passer toute résolution y compris celle concernant le changement du syndic. Les copropriétaires  profitent, en revanche, de ses compétences dans de différents  domaines techniques (installations énergétiques, travaux lourds, négociation des contrats etc) en complétant ou contrebalançant l’avis du syndic.

## Mobilités et déplacements
Dès l’origine, Ginko est une Zone 30, la circulation est limitée à 30 km/h sur l’ensemble du quartier.  Seule l’avenue des 40 journaux, séparant Ginko et la zone commerciale d’Auchan, est limitée à 50 km. Elle est maintenue à 50 km/h après  le 1er janvier 2022 quand la quasi totalité de Bordeaux devient une Zone 30.  
Le quartier est desservi par  3 stations de tram  – Berges du Lac et 40 Journaux dans Ginko et la station Les Aubiers dans le quartier voisin au sud - et 2 lignes de bus. Tous les habitations,  bureaux et commerces se situent à moins de 500 m d’un arrêt de tram et à moins de 200 m d’un arrêt de tram ou de bus.
Toutes les rues de Ginko sont aménagées d’une voie cyclable : pistes cyclables en site propre, bandes cyclables ou chemins mixtes piéton/vélo. Au total elles représentent environ 6 km d’itinéraires cyclables. Selon Bouygues, le quartier a été équipé de près de 300 emplacements de stationnement pour vélos.
Les mobilités alternatives sont représentées par 1 station de vélos en libre service de Bordeaux Métropole – Le Vélo,  2 stations du réseau d'autopartage Citiz et 4 zones de stationnement pour trottinettes, vélos et scooters électriques de free floating.
Les déplacements des personnes à mobilité réduite sont pris en compte dès la conception. La largeur des trottoirs et leur hauteur aux franchissement sont adaptés aux personnes en fauteuil roulant. Les PMR témoignent d’une accessibilité générale du quartier dans lequel, « que ce soit les trottoirs ou les magasins, il n’y a aucun endroit […] impossible de franchir » . Ils dénoncent en revanche, lors du Conseil de quartier Bordeaux Maritime en juin 2023, le manque d’entretien des abords du tram rendant les arrêts difficilement accessibles aux personnes en fauteuil roulant.
Le « stationnement […] anarchique sur les zébras », espaces piétons et bandes cyclables ainsi que les « livreurs [qui] circulent sur les trottoirs » sont aussi régulièrement pointés du doigt par les riverains,.

## Architecture et aménagements

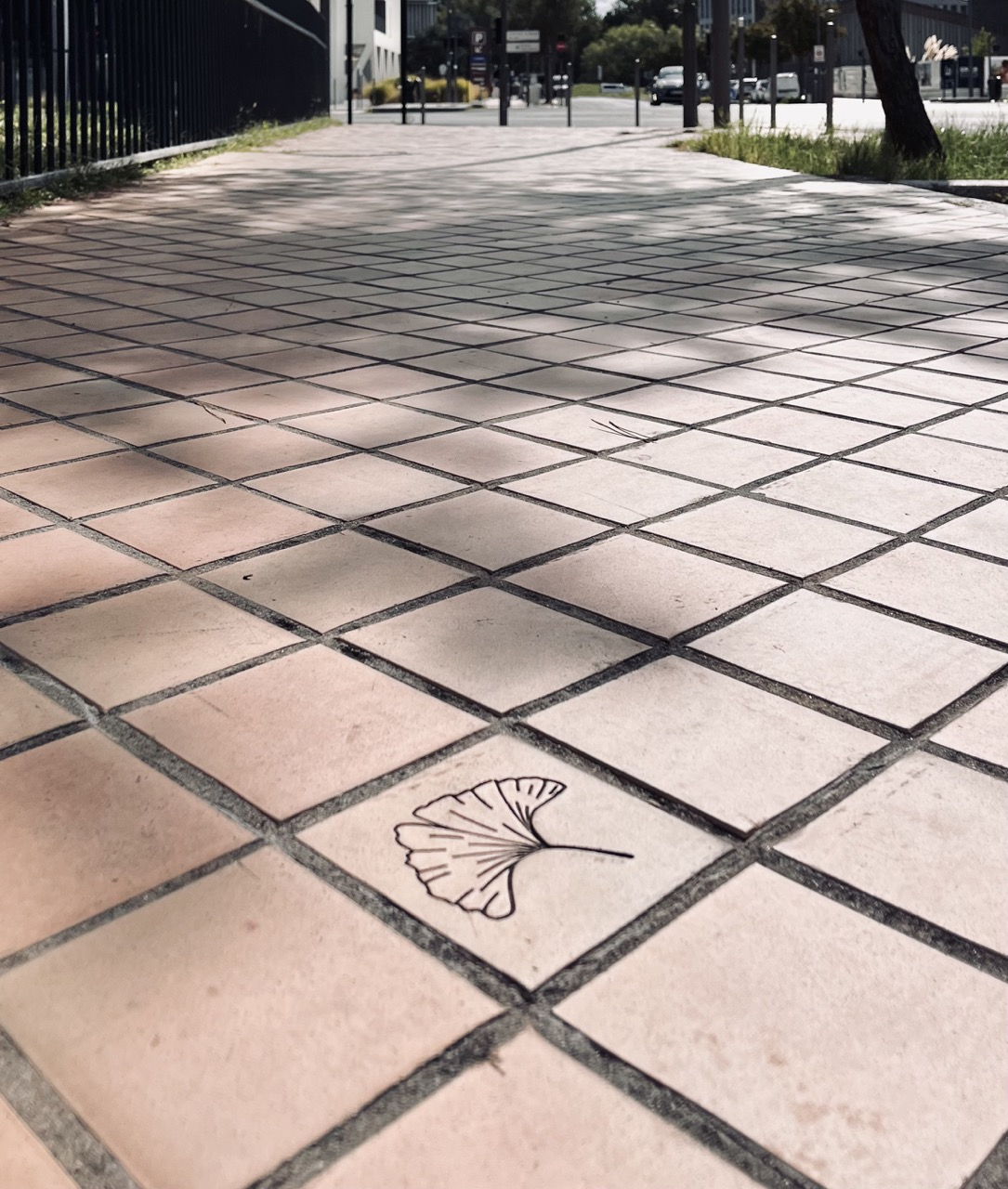
Feuille de ginko biloba imprimée sur les pavés de l'avenue André Reinson

Ginko est un projet de requalification urbaine de la zone des Berges du Lac qui participe au développement du nord de  Bordeaux et désenclave, en partie, le quartier Aubiers-Le Lac au sud. L’architecture et les aménagements sont pensés pour favoriser une qualité de vie quotidienne et privilégier les modes de déplacements doux. Tous les logements sont caractérisés par une grande volumétrie et disposent de grandes terrasses extérieurs.
La place Jean Cayrol et le parvis commerçant du Cœur Ginko, animés tous les deux par des terrasses et des commerces, constituent l’axe central du quartier. La  densité des immeubles (1 à 9 étages) est acceptable grâce à une forte présence de la nature à l'extérieur des résidences ( le parc, canaux, l’ouverture sur le lac) et à l'intérieur des îlots (jardins intérieurs, jardins suspendus).
Les trottoirs sont pavés avec la cale bordelaise (pavé traditionnel d’argile cuite) produite par une société locale ( Grès de Gascogne près du bassin d'Arcachon ) .

### Architectes
Au-delà de l’aspect écologique, Ginko vise à être un quartier à haute qualité architecturale. Pour la réalisation des constructions, sont appelés  des architectes de notoriété nationale et internationale, dont le lauréat du prix Pritzker en 2011 (Eduardo Souto de Moura), les meilleurs architectes bordelais et des jeunes. Les jeunes architectes, via leur participation à des concours Home By Ginko pour des maisons ou des petits bâtiments organisés par Olivier Brochet, s’offrent la possibilité d’une première œuvre,. Plus de vingt agences d’architecture interviennent dans le projet.
| Architect/Cabinet                                                   | Origine   | Réalisation | Année de livraison |                                                                                          |
| ------------------------------------------------------------------- | --------- | --- | ------------------ | ---------------------------------------------------------------------------------------- |
| Brochet Lajus Pueyo                                                 | Bordeaux  | Résidence Canopée (Pyramide d’argent prix de l’esthétique, 2012) Résidence Jules Verne Résidence Signature Chaufferie à bois (lauréat du prix Bâtiment industriel, AGORA 2014) Cœur Ginko (2020) |                    | - Résidence Canopée - Chaufferie à biomasse                                              |
| Baggio-Piéchaud FHY (Paris)                                         | Bordeaux  | Résidence solidaire Hanami | 2015               | Résidence Hanami                                                                         |
| Christian Devillers & Associés                                      | Paris     | Galilée Elya |                    |                                                                                          |
| Dugravier + Sémondès                                                | Bordeaux  | Home By Ginko (concours des jeunes architectes) | 2017               | - Résidences Home By Ginko au bord du Canal du Nord                                      |
| Philippe Gazeau                                                     | Paris     | Îlot Biloba | 2017               | - Immeuble Biloba face au canal du Parc Bühler                                           |
| François Guibert                                                    | Bordeaux  | Gymnase Ginko-Aubiers | 2018               |                                                                                          |
| Patrick Hernandez                                                   | Bordeaux  | L’ilot Gaïa |                    |                                                                                          |
| Marjan Hessamfar, Joe Vérons (architectes) S. Haristoy (paysagiste) | Bordeaux  | Résidence So'Lac | 2015               |                                                                                          |
| La Nouvelle Agence                                                  | Bordeaux  | Home By Ginko Résidence Canopée (Lauréat du Prix Logement Collectif Privé, AGORA 2014) |                    | Résidence Canopée                                                                        |
| Joly & Loiret                                                       | Paris     | Groupe scolaire Vaclav Havel | 2012               |                                                                                          |
| Latour Salier                                                       | Bordeaux  | EHPAD La Berge du Lac Résidence Aristée. | 2015 2016          |                                                                                          |
| Lubiato & Layat                                                     |           | |                    |                                                                                          |
| MCVD                                                                | Bordeaux  | Auréa (Mésolia) | 2017               |                                                                                          |
| Plateform /Reichen & Robert                                         | Paris     | Siège social d’Aquitains(Finaliste du Prix Archdaily Building of the year, 2014 Lauréat du prix « Tertiaire » de l’AGORA, 2014)                                                                  | 2013               | Siège social d'Aquitanis. Ginko (Bordeaux)                                               |
| Poggi & Garrigue                                                    | Bordeaux  | Îlot Saint-Exupéry Nord (Pyramide d'argent prix de l'innovation, 2012) | 2013               |                                                                                          |
| Rousselle & Laisné                                                  | Paris     | îlot Saint Exupéry Sud | 2013               | Îlot Saint-Exupéry Sud                                                                   |
| Eduardo Souto de Moura                                              | Portugal  | Résidence Lago |                    | Résidence Lago en novembre 2023                                                          |
| Studio Bellecour                                                    | Paris     | Résidence Les Voiles du Lac | 2017               |                                                                                          |
| Tétrarc                                                             | Nantes    | Résidence OrionCollège du Lac | 2016 2022          | - Immeuble Orion au pied du canal du Parc Bühler - L'entrée principale du collège du Lac |
| Corinne Vezzoni Pascal Laporte                                      | Marseille | Îlot Kaléi |                    |                                                                                          |
| Alain Cousseran (Signes, paysagiste)                                | Bordeaux  | Parc Bühler | 2014               |                                                                                          |
| Eyearchitectures & Kaplan                                           | Bordeaux  | Maisons individuelles le long du canal du Nord (concours des jeunes architectes) | 2017               |                                                                                          |
| Dauphins                                                            | Bordeaux  | Maisons individuelles le long du canal du Nord (concours des jeunes architectes) Résidence Estrée (maisons individuelles)                                                                        | 2018 2019          |                                                                                          |
| Émilie Brochet                                                      | Bordeaux  | Église Notre-Dame-du-Lac |                    |                                                                                          |
| Ferron & Monnereau                                                  | Bordeaux  | École Nelson Mandela | 2021               |                                                                                          |
| Leibar, Seigneurin                                                  | Bordeaux  | Résidence Nérée Résidence Estrée (logements collectifs) | 2018 2019          |                                                                                          |
| LAAB Architectes                                                    | Bordeaux  | Résidence Mandala | 2022               |                                                                                          |
| Patrick AROTCHAREN                                                  | Bayonne   | Tonga & Samoa | 2021               |                                                                                          |
| Lanoire & Courrian                                                  | Bordeaux  | 30e Avenue |                    |                                                                                          |
| BLP                                                                 | Bordeaux  | Immeuble de bureaux (îlot C3.1) | 2018               |                                                                                          |

### Établissements scolaires
- Groupe scolaire Vaclav Havel
- Groupe scolaire Nelson Mandela
- Collège du Lac

### Équipements sportifs

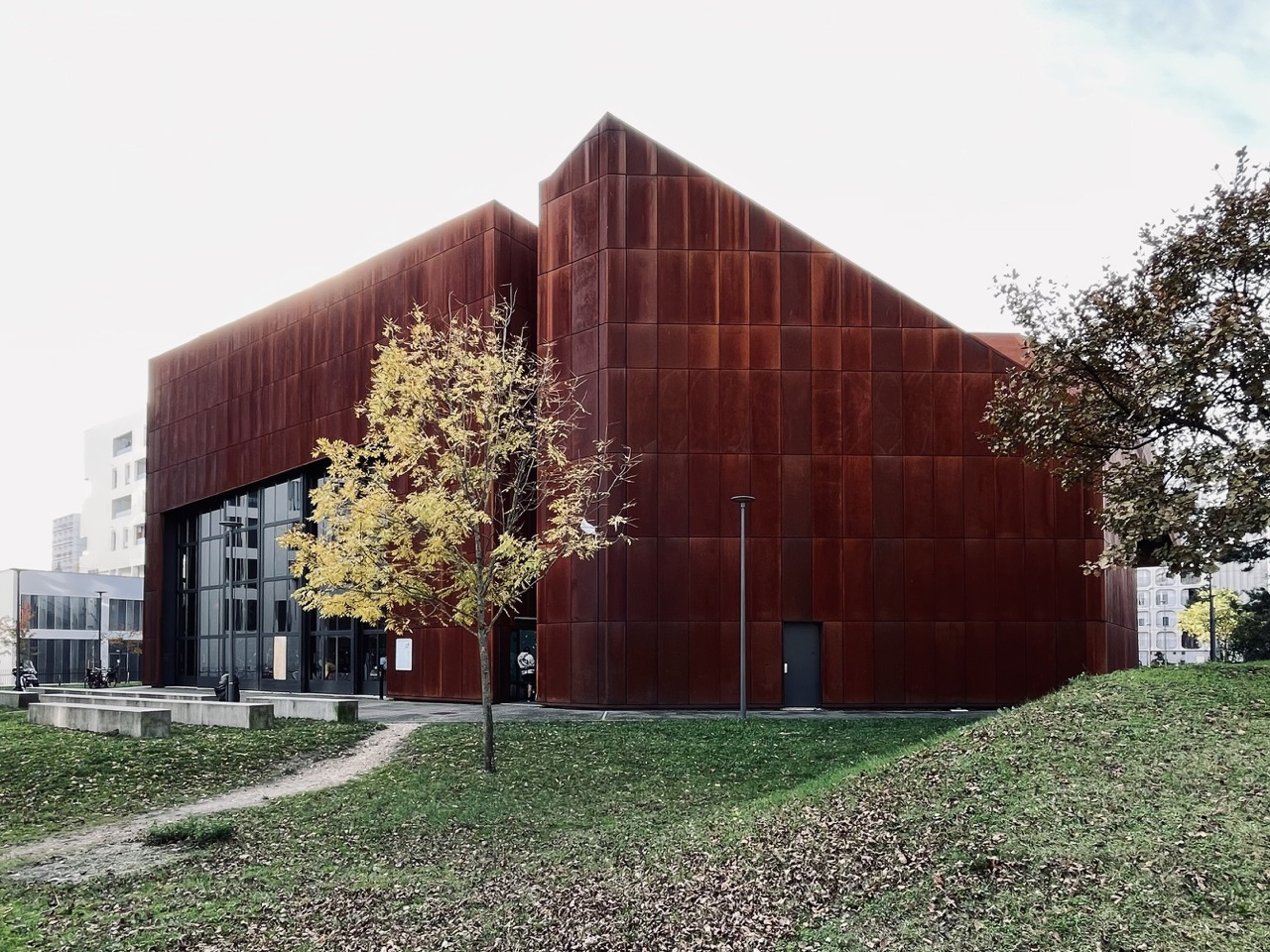
Gymanse Aubiers-Ginko en novembre 2023

- Le gymnase Aubiers-Ginko est équipé d'un mur d'escalade offrant 80 voies sur une hauteur de 14,50 mètres avec des difficultés allant du 4b au 8[82].
- Le gymnase du Collège du Lac est ouvert aux associations en dehors du temps scolaire.
- Une autre salle d'escalade loisir Hapik ouvre ses portes en juin 2020[83].
- City Stade avec un terrain de basket et pistes de courses au sud de Ginko entre le Parc Bühler et le quartier des Aubiers.
- BasicFit (salle de gym)
- Boulodrome situé sur les berges du Lac en face du canal du Parc

#### À l'extérieur du quartier(sans rapport avec le projet de l'écoquartier)
- Centre de voile de Bordeaux Lac (à 1,5 km au sud-ouest de Ginko)
- Stade Matmut (à 2 km au nord de Ginko)
- Stadium Vélodrome de Bordeaux Lac (2 km au nord de Ginko)
- Ligue Nouvelle-Aquitaine d'aviron et le club d'aviron Émulation nautique de Bordeaux (situés sur la côte ouest du Lac 2,5 km de Ginko)

### Projets non réalisés
En 2023 Bouygues annonce la construction d'un immeuble de lofts configurables Loji devant l'église Notre-Dame-du-Lac. Le projet d'une Maison des danses initialement prévu à cet emplacement est ainsi définitivement abandonné.
Le projet initial prévoit l'installation dans le quartier des laboratoires de recherche et développement.
En 2018, Alain Juppé annonce un projet de rassemblement en un lieu unique à Ginko des bureaux de la CPAM de la Gironde ayant pour l’activité la gestion des bénéficiaires.

## Commerces
Les commerces du quartier sont concentrés sur 3 axes : cours de Québec, place Jean Cayrol et le centre commerçant Cœur Ginko. Il s'agit des locaux commerciaux au pied d'immeubles d'habitation. Auxquelles s’ajoute le centre commercial AuShopping Bordeaux Lac situé à proximité immédiate du quartier et dont l’influence sur le quartier est non négligeable.

### Cœur Ginko

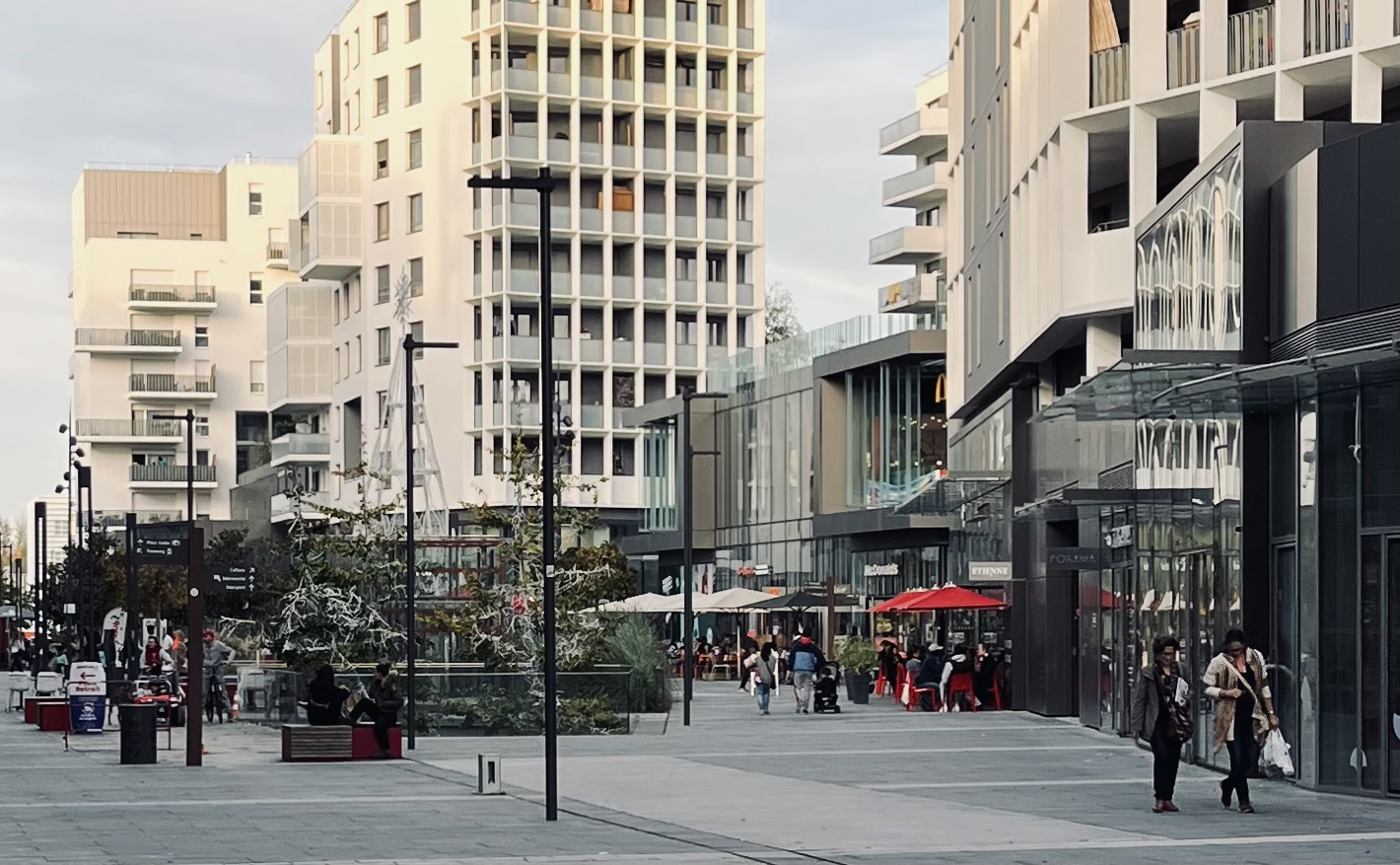
Mail des Bordelais dans le Cœur Ginko

Le centre commerçant à ciel ouvert est un espace privé géré par Bouygues Immobilier et inspiré du modèle de la Promenade Sainte-Catherine dans le centre ville de Bordeaux.
Depuis 2019, un marché de plein air a lieu tous les samedis matins.
Une partie des commerces du Cœur Ginko ont leur façade sur le cours de Québec.

### Place Cayrol et cours de Québec
A la différence du Cœur Ginko,  les commerçants du cours de Québec et de la place Jean Cayrol ne sont pas réunis dans une structure commune. Certains sont adhérents à l’Association Anim’Ginko – première association du quartier représentant les commerçants.

### Auchan
Le Centre commercial AuShopping longe l'avenue des 40 journaux sur toute la frontière est du quartier. Bien qu’en dehors de Ginko, l’influence mutuelle est importante. L’arrivée d’un quartier de plusieurs milliers d’habitants insère l’hyper marché périphérique dans la zone urbaine et permet à Auchan d’obtenir une autorisation d’agrandissement jusqu’alors interdite par un moratoire sur les projets commerciaux de la Métropole de Bordeaux. En 2017 le Centre commercial entreprend des travaux incluant la réorientation de la Galerie vers Ginko (et vers la ville), la construction d’un nouveau bâtiment dédié à une chaine de prêt-à-porter et l’aménagement d’un pôle de restauration. Ce dernier constitue une transition piétonne entre le Cœur Ginko et la galerie.

### Critiques et nuisances
En 2018, une partie des locaux commerciaux de la place Cayrol et du cours de Québec sont inoccupés. Selon l'étude réalisée par A'urba, « les pieds d’immeubles ont des difficultés à trouver preneur face au mastodonte Auchan ».
En 2021, lors d'une enquête pour les 10 ans du quartier, à la question « Qu'est-ce qui vous manque à Ginko ? », de nombreux habitants ont critiqué la présence trop importante de chaines de fast-food et ont noté le manque de pubs, brasseries, commerces de proximité et de produits locaux.
La concentration des restaurants de vente à emporter dans le Cœur Ginko et le pôle de restauration d’Auchan attirent de nombreux livreurs. Pour s'y rendre, les scooters traversent les espaces piétons de la place Cayrol et du Cœur Ginko. En 2022, une pétition demandant la sécurisation des espaces piétons et visant les scooters de livraison parmi d’autres engins motorisés a été lancée et relayée par des habitants de Ginko.  En 2023, la mairie affiche un panneau informant d'une vidéo-verbalisation sur la place Jean Cayrol. En octobre 2023, trois panneaux de sensibilisation rappelant l’interdiction de l'espace piéton aux deux roues motorisés ont été installés le long de la place Cayrol. De son côté, Bouygues a accroché des panneaux d’interdiction aux scooters dans toutes les entrées au parvis du Cœur Ginko.
Dû à une faible fréquentation, le marché de Ginko, ouvert 2 jours par semaine au moment du lancement, n'a lieu qu'une fois par semaine à partir de 2022.
Les caddies de la zone commerciale d’Auchan sont utilisés pour transporter les courses et sont régulièrement abandonnés dans les rues du quartier.

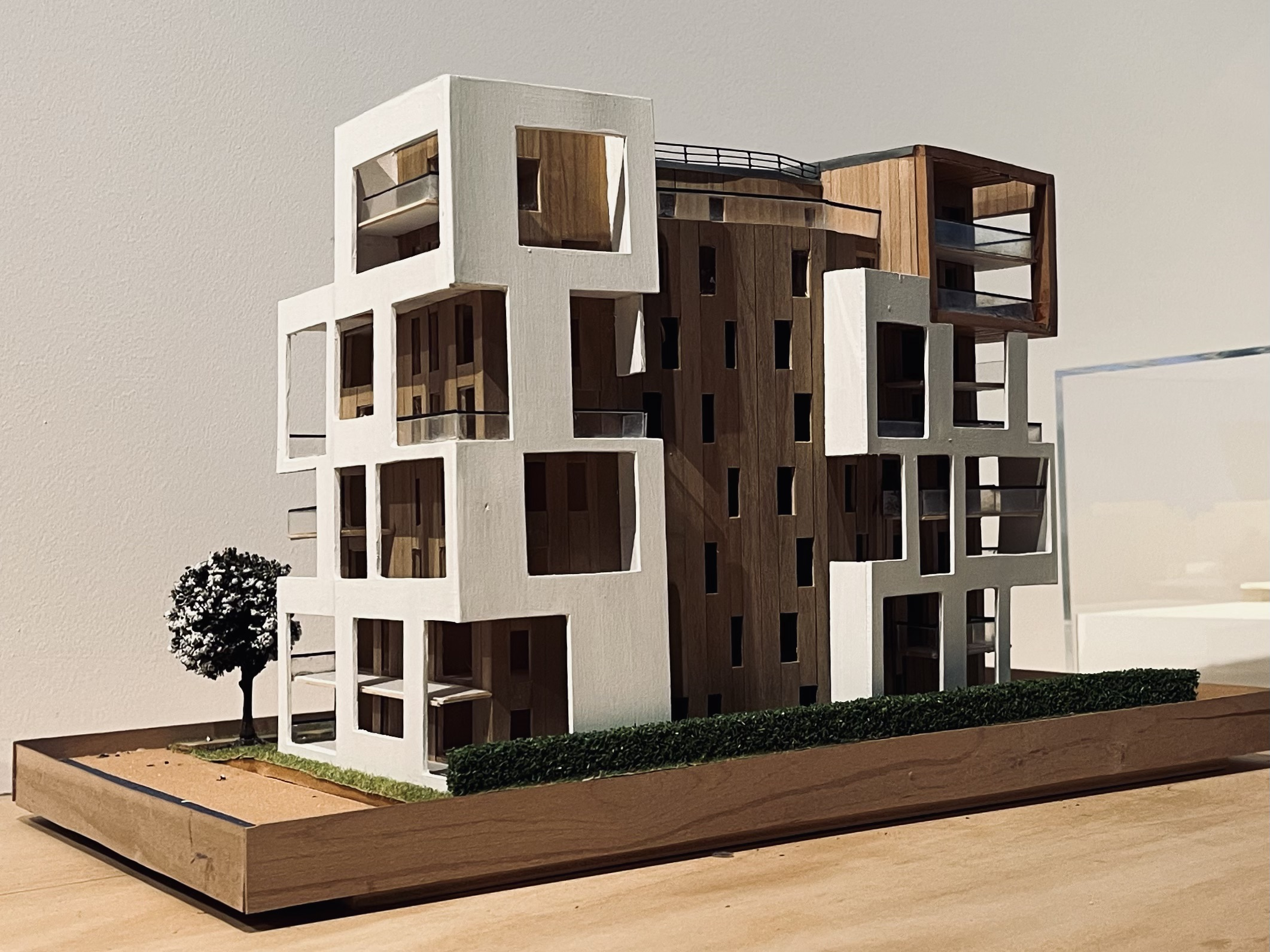
Maquette de la résidence Canopée dans le Musée d'Aquitaine

## Récompenses et distinctions
Pour photos, voir Architectes et réalisations.
- 2012 – Pyramide d’argent : prix de l’esthétique pour la Résidence Canopée. Depuis 2016, une maquette de la résidence à l'échelle 1/100 est exposée dans le Musée d'Aquitaine
- 2012 – Pyramide d'argent : prix de l'innovation pour l'îlot Saint-Exupéry Nord
- 2014 – AGORA Bordeaux : prix Bâtiment industriel pour la Chaufferie à bois
- 2014 – Le siège social d’Aquitanis est un Finaliste du Prix Archdaily Building of the year.
- 2014 – Prix « Tertiaire » de l’AGORA pour le siège social d’Aquitanis
- 2014 – AGORA Bordeaux : prix Logement Collectif Privé pour la Résidence Canopée.

En 2014, un livre grand format Ginko – l'éco-quartier du Lac de Bordeaux paraît dans les éditions Archibooks.

## Critiques
Malgré le discours flatteur des concepteurs (voir Architecture et aménagement), les habitants de Bordeaux jugent le style architectural trop contemporain par rapport au reste de la ville et critiquent le manque d'espaces verts pour un écoquartier.

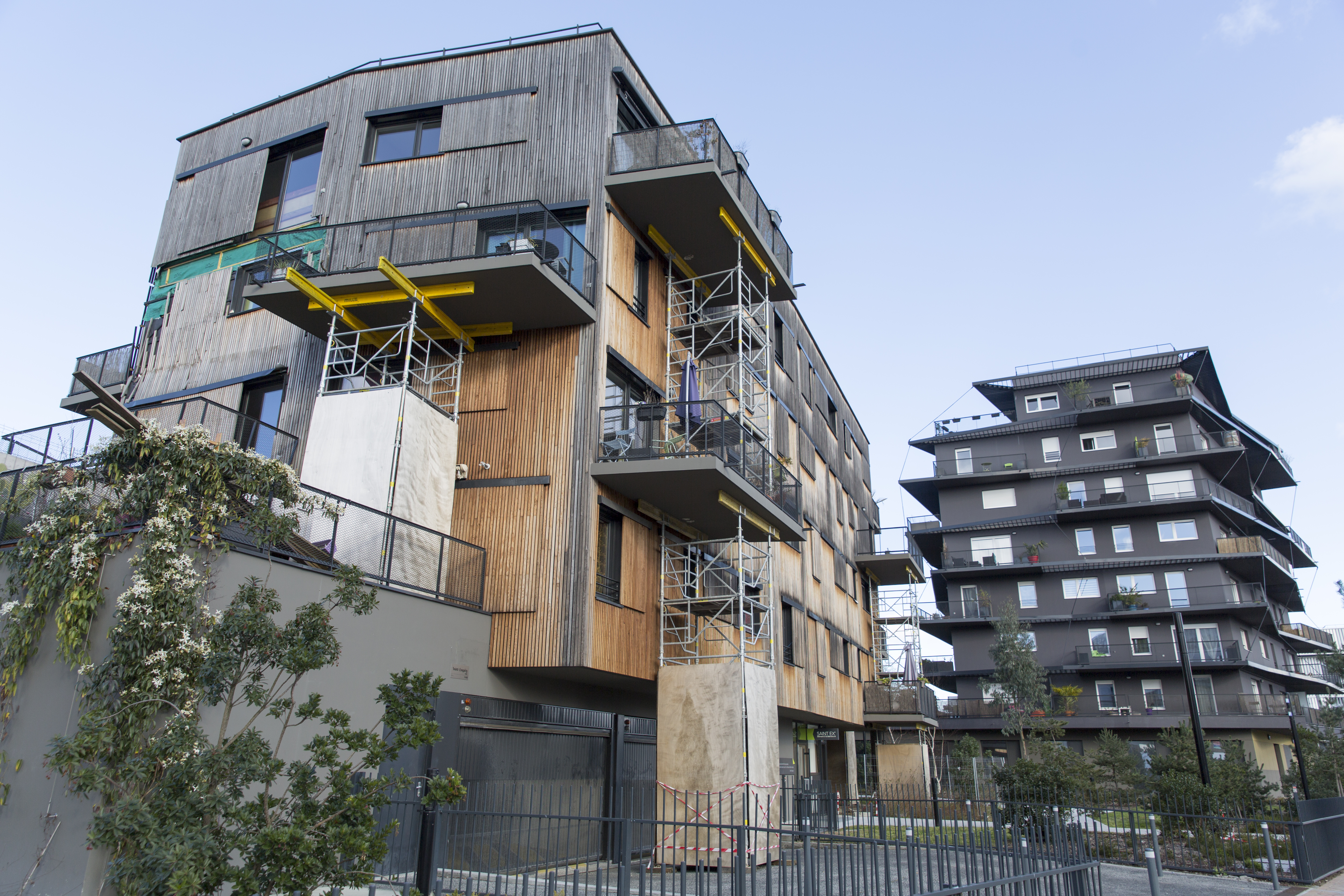
Balcon effondré dans un immeuble de la résidence Saint-Exupéry Sud. Travaux en 2016

Plusieurs malfaçons sont mis en évidence. En 2015, un balcon s'effondre et 14 autres doivent être remplacés. Les défenseurs du quartier, parmi lesquels l'AHEG — l'Association des Habitants de l'Écoquartier Ginko —, rétorquent qu'il ne s'agit que d'un seul balcon dans un seul immeuble de tout le quartier.
En 2013, selon Bouygues Immobilier, le prix pour un logement à Ginko, hors parc social, évoluait autour de 3 400 €/m2–  légèrement au-dessus du prix moyen pour un appartement à Bordeaux (3 130 €/m2 au Q1 2014). Selon le quotidien Sud-Ouest, 70% des acquéreurs ne vivraient pas à Ginko et le quartier serait  perçu “comme un bon placement” et “un quartier d’investisseurs et de locataires”. En 2021, bien que certains immeubles comptent encore 4 propriétaires occupants sur une quarantaines de logements, le rapport entre propriétaires occupants et investisseurs se serait inversé (d'après le directeur général d'UrbanEra, la structure de Bouygues Immobilier chargée des projets d’aménagement). En 2023, selon le site Capital, le "gigantesque écoquartier” reste un des meilleurs investissements locatifs dans l’immobilier neuf en France.
En 2018, l’étude Vivre à Ginko menée par A’urba, agence d’urbanisme bordelaise, auprès de 175 ménages de Ginko, révèle que nombreux répondants qui ne se sentent pas habiter dans un écoquartier remettant en case la dimension écologique des logements et l'intensité de la circulation automobile.
La part du logement social, raisonable à l’échelle de Ginko (37%), atteint 65% au niveau du macro secteur Ginko + Aubier (100% social) et mettrait en danger l’équilibre de Ginko et témoignerait d'un manque de réflexion au démarrage du projet.

### Rodéos urbains
Des rodéos urbains agitent régulièrement le quartier.
Jusqu'en 2022, des "runs sauvages" ont lieu près du stade Matmut Atlantique à Bordeaux Lac. Les amateurs de tuning organisent, tous les vendredi soirs, des réunions accompagnées de runs et de drifts sur le parking du centre commerciale Auchan à l'est de Ginko. La proximité immédiate de Ginko avec les deux lieux provoque la traversée bruyante du quartier par des véhicules se rendant sur les lieux de rassemblement.
En mars 2022, afin d'empêcher les "runs" sauvages, la mairie de Bordeaux installe des bandes rugueuses sur la rue Jules Ladoumègue, près du stade Matmut Atlantique. Amin Smihi, adjoint au maire délégué à la tranquillité publique, la sécurité et la prévention, affirme sur sa page Facebook que la mesure « fut efficace[…] et saluée[…] par les riverains ».
À la suite des nombreuses plaintes des habitants, Auchan décide de fermer, depuis l'été 2022, l'accès au parking tous les vendredis à partir de 21 h.
Depuis mai 2023, le Préfecture de la Gironde renouvèle régulièrement des autorisations de surveillance par drone pour détecter des runs sauvages et des rodéos urbains au nord de Bordeaux incluant Ginko et Bordeaux-Lac dans le périmètre de surveillance,.